# Freie Strecke
Der Begriff freie Strecke wird im Verkehrswesen, insbesondere dem Straßenbau und der Eisenbahn, verwendet.

## Straßenbau

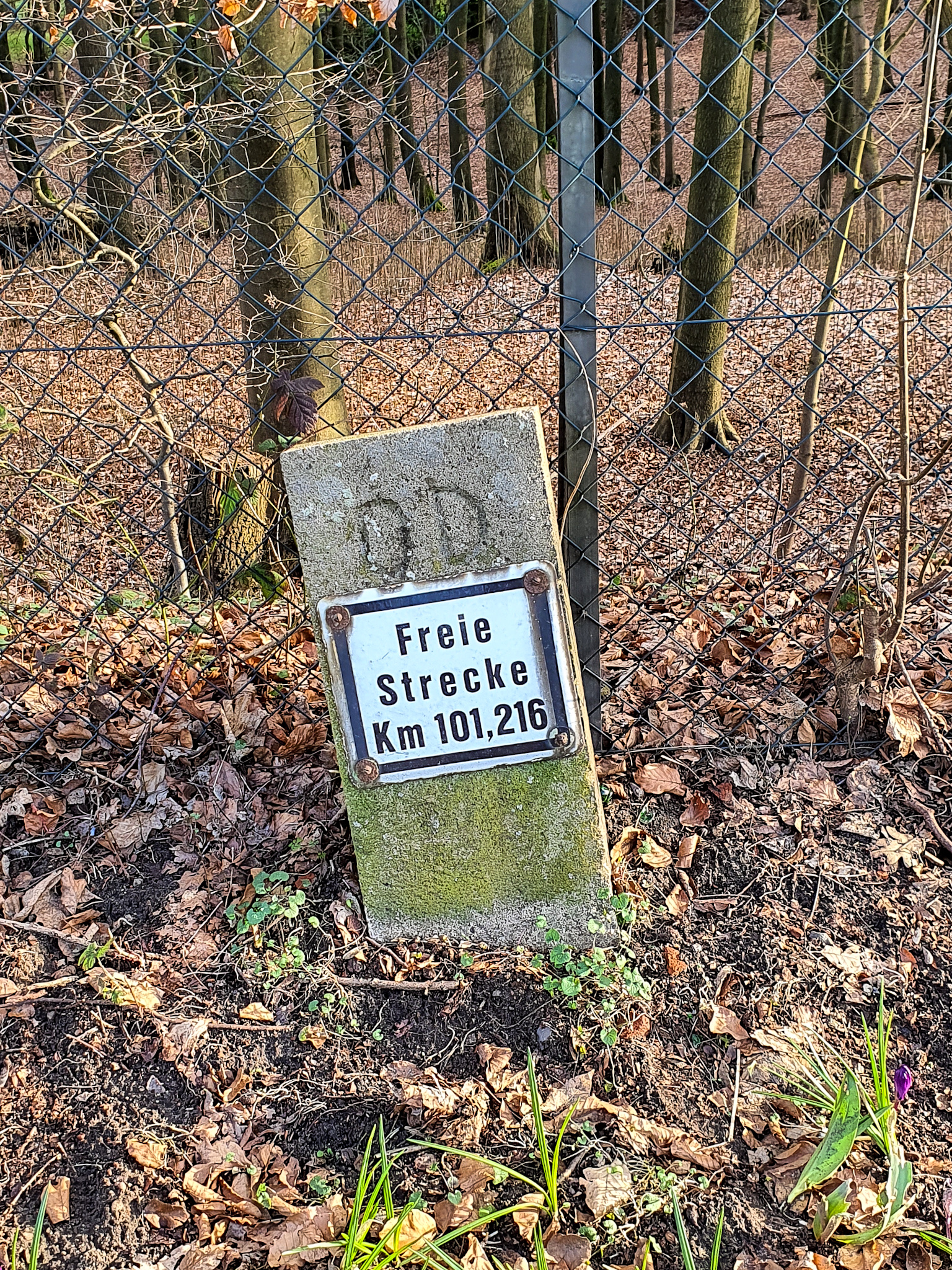
Bundesstraße 75 in Hamburg-Harburg

Im Straßenbau gelten in Deutschland Landstraßen (Bundesstraßen, Landesstraßen, Staatsstraßen (Bayern, Sachsen, Thüringen) oder Gemeindestraßen) als freie Strecke, wenn diese außerhalb von Ortsdurchfahrt liegen. Auf der freien Strecke wurde die Straße früher nach der RAS-L (Richtlinien für die Anlage von Straßen, Teil: Linienführung) trassiert, inzwischen sind die Richtlinien für die Anlage von Landstraßen (RAL) das gültige Regelwerk. Es gilt in Deutschland im Allgemeinen die Höchstgeschwindigkeit von 100 km/h, außer wenn sogenannte Zwangspunkte der Trasse wie z. B. Berge oder Flüsse die optimale Trassierung verhindern.

## Strecke
Im Gegensatz zur freien Strecke ist die Strecke  im engeren Sinn im Straßenbau allgemein der Abschnitt zwischen zwei Knotenpunkten. Dies kann sich auf innerorts wie außerorts beziehen. Für außerorts ist auch hier die RAL das anzuwendende Regelwerk, für Autobahnen die Richtlinien für die Anlage von Autobahnen (RAA). Innerorts sind es die Richtlinien für die Anlage von Stadtstraßen, aktuell in der Ausgabe von 2006 (RASt 06). Auch andere Regelwerke, so die Empfehlungen für Radverkehrsanlagen (ERA 2010), geben Hinweise, zum Beispiel zu geeigneten Radverkehrsanlagen unter bestimmten Umständen.
Je nach Untersuchungsgegenstand können in der Forschung zur Verkehrssicherheit auch Grundstückszufahrten oder untergeordnete Knotenpunkte den Strecken zugeordnet werden, so dass dann die Strecke im weiteren Sinn, z. B. zwischen zwei übergeordneten oder signalisierten Knotenpunkten gemeint sein kann. In der ERA 2010 beispielsweise werden in Kapitel 3 die Strecken behandelt, bei ihren Grafiken sind aber jeweils auch Anschlussknotenpunkte und Grundstückszufahrten mit dargestellt.

## Eisenbahn

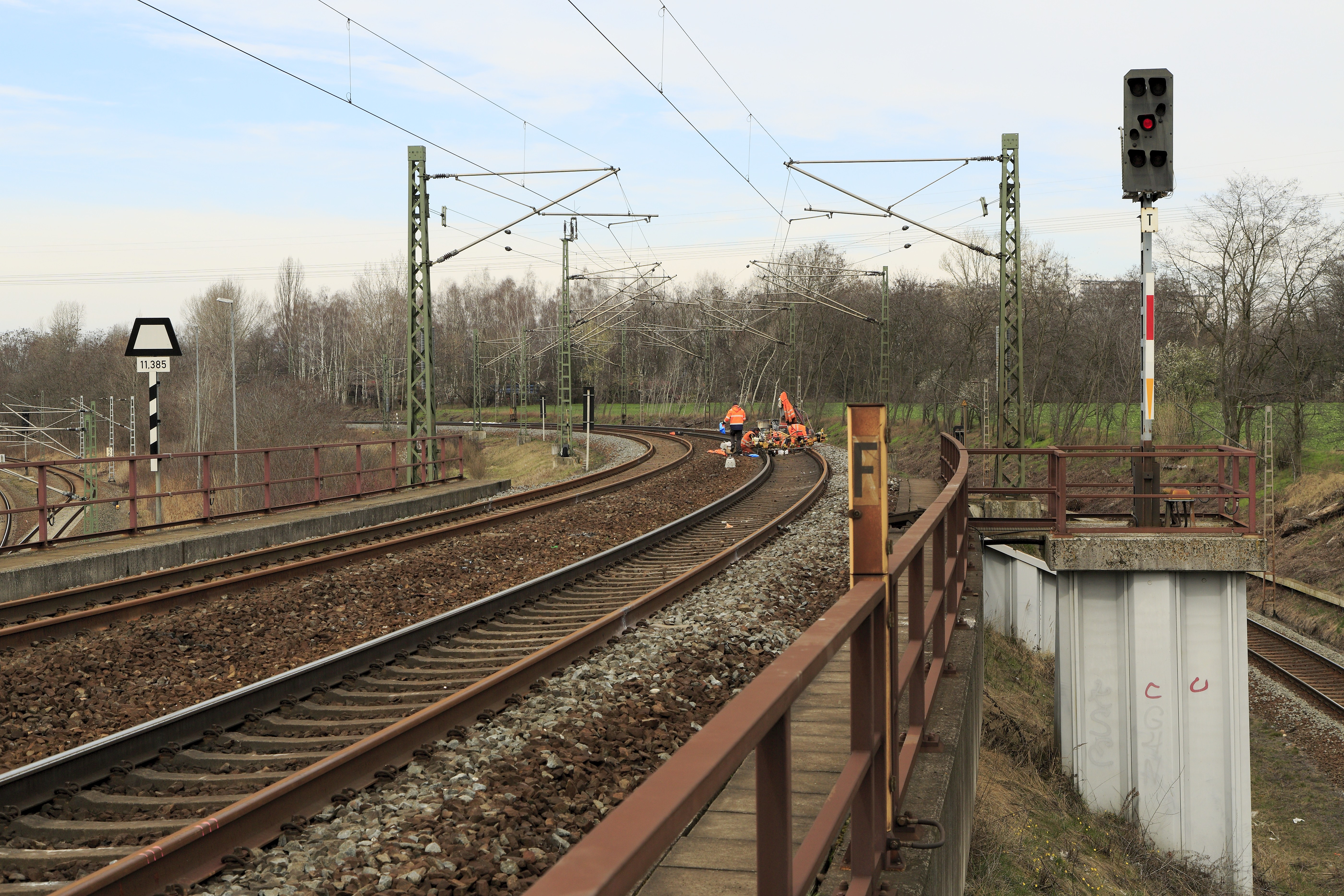
Einfahrsignal am Regel- sowie Trapeztafel am Gegengleis als Grenze zwischen freier Strecke und Bahnhof

Bei der Eisenbahn bezeichnet freie Strecke einen Teil der Bahnanlagen. In § 4 der deutschen Eisenbahn-Bau- und Betriebsordnung (EBO) wird zwischen Bahnanlagen der Bahnhöfe, der freien Strecke und sonstigen Bahnanlagen unterschieden.  Als Grenze zwischen freier Strecke und Bahnhof gilt der Standort des Einfahrsignals oder der Trapeztafel (Signal Ne 1), sonst die erste Weiche (Einfahrweiche) des Bahnhofs oder ein in den örtlichen Richtlinien genannter Punkt. Viele Betriebsstellen zählen ebenfalls zur freien Strecke. Zur Zugsicherung auf der freien Strecke wird diese in Blockabschnitte eingeteilt, in die jeweils höchstens eine Zugfahrt eingelassen wird. Auf Hauptbahnen sowie einigen Nebenbahnen wird das durch den Streckenblock gesichert.
Zu den Bahnanlagen der freien Strecke gehören neben dem Streckengleis zunächst die nachfolgend genannten Betriebsstellen:
- Abzweigstellen – Züge können unter Freigabe des Blockabschnitts für andere Züge auf eine andere Eisenbahnstrecke wechseln, dies gilt auch für parallel geführte Bahnstrecken.
- Anschlussstellen – Züge können als Rangierfahrt auf das Anschlussgleis ohne Freigabe des Blockabschnitts wechseln.
- Ausweichanschlussstellen – Züge können auf ein Anschlussgleis als Zug- oder Rangierfahrt unter Freigabe des Blockabschnitts wechseln.
- Blockstellen – begrenzen Blockabschnitte.
- Deckungsstellen – decken eine Gefahrenstelle, z. B. einen höhengleichen Bahnsteigzugang oder eine bewegliche Brücke.
- Haltepunkte – Züge halten zum Ein- oder Aussteigen, können dort beginnen oder enden.
- Haltestellen – sind Haltepunkte, die mit einer Abzweigstelle, Überleitstelle, Anschlussstelle oder Ausweichanschlussstelle örtlich verbunden sind (aber kein Bahnhof).
- Überleitstellen – Züge können von einem Streckengleis auf ein anderes Streckengleis derselben Eisenbahnstrecke wechseln, dies gilt auch zwischen eingleisigen und zweigleisigen Abschnitten derselben Eisenbahnstrecke.

Die Merkmale von Abzweigstellen, Anschlussstellen, Ausweichanschlussstellen, Haltestellen und Überleitstellen können auch auf einen Bahnhof zutreffen. Ob eine Bahnanlage als Bahnhof betrachtet wird oder als Bahnanlage der freien Strecke, ist Entscheidung des Infrastrukturbetreibers. Entscheidet er sich für die Einstufung als Bahnhof, müssen jedoch die baulichen Anforderungen für Bahnhöfe erfüllt sein (mindestens eine Weiche, Signale usw.).
Außer den Betriebsstellen gehören auch noch weitere Anlagen zu den Bahnanlagen der freien Strecke, die zum Betrieb einer Eisenbahn notwendig sind. Das sind z. B. Signale, Oberleitungen, Überführungen, Bahnübergänge, Durchlässe, Brücken, Stützmauern oder Bahndämme.
Im Rahmen des Betrieblichen Zielbildes plant DB Netz, um 2035 die Trennung von freier Strecke und Bahnhof aufzulösen.